# Bendlerblock
Bendlerblock (of Gedenkstätte Deutscher Widerstand) is een gebouwencomplex in Berlijn.
Het moest dienstdoen als extra kantoorruimte voor de Duitse marine. In de Tweede Wereldoorlog fungeerde het Bendlerblock als hoofdkwartier van de Wehrmacht. Hier beraamde een groep officieren een moordaanslag op Hitler, die op 20 juli 1944 moest plaatsvinden. De aanslag, geleid door Claus Schenk von Stauffenberg, mislukte en de samenzweerders werden gearresteerd en geëxecuteerd. Stauffenberg, Friedrich Olbricht, Werner von Haeften en Ritter Mertz von Quirnheim werden ter dood gebracht op de binnenplaats van het Bendlerblock. Een monument van Richard Scheibe uit 1953 herinnert aan de gebeurtenis. Op de bovenste verdieping is een tentoonstelling ingericht over de geschiedenis van de Duitse antinazibeweging.